# First Love
"First Love" är en låt framförd av den amerikanska artisten Jennifer Lopez, inspelad till hennes kommande åttonde studioalbum (2014). Den skrevs av Savan Kotecha och Ilya Salmanzadeh och låtens producent Max Martin.

## Bakgrund och utgivning
"First Love" var en av sex låtar som kunde höras under en förhandsspelning av Lopez kommande åttonde studioalbum den 25 april 2014. Under samma tillställning avslöjade artisten att låten också skulle komma att ges ut som den andra singeln från skivan. Om Max Martin, låtens låtskrivare och producent, sa Lopez: "Han är en superproducent, skapare av fantastiska pophits. Jag har alltid velat få chansen att jobba med honom men vi har aldrig haft den möjligheten. Jag fick leta reda på honom." Singelomslaget avslöjades den 27 april 2014 och var en bild på Lopez bakom ett stängsel. "First Love" läcktes på internet den 30 april 2014, innan det officiella utgivningsdatumet i maj samma år.

## Komposition och låttext
"Mina låtar har alltid handlat om kärlek. Nästan sagoliknande kärlek där jag önskat och hoppats att de skulle gå i uppfyllelse. Efter alla dessa år har jag lärt mig att kärlek egentligen är något annat än vad jag trodde att det var."
"First Love" är en poplåt i upptempo. Låten har en speltid på tre minuter och trettiofem sekunder (3:35). Låttexten handlar om en nyförälskelse som får Lopez att sjunga: "I wish you were my first love ‘cause if you were first there wouldn't have been a second, third or fourth love". Om låttextens innebörd sa Lopez: "För mig handlar låten om den där känslan man får när man är riktigt förälskad i någon och undrar; 'Varför träffade jag inte dig för flera år sedan? Då hade jag aldrig behövt gå igenom den här smörjan.' Den är helt enkelt bara en kärlekslåt, typ som 'Jag älskar dig, jag är så glad att jag hittade dig'." Lopez förklarade att "First Love" lyfte fram en mognare och starkare sida av henne själv än tidigare.

## Musikvideo
Musikvideon till "First Love" filmades i Las Vegas, Nevada, i mitten av april 2014. Den Puertoricanska modellen Elvis Rivera medverkade som Lopez kärleksintresse.

## Utgivningshistorik
| Land           | Datum      | Format              | Skivbolag       |
| -------------- | ---------- | ------------------- | --------------- |
| USA            | 1 maj 2014 | Digital nedladdning | 2101, Capitol   |
| Frankrike      | 3 maj 2014 | Digital nedladdning | Universal Music |
| Tyskland       | 3 maj 2014 | Digital nedladdning | Universal Music |
| Italien        | 3 maj 2014 | Digital nedladdning | Universal Music |
| Spanien        | 3 maj 2014 | Digital nedladdning | Universal Music |
| Storbritannien | 3 maj 2014 | Digital nedladdning | Capitol UK      |